# Noh Cheonmyeong
Noh Cheongmyeong (Hangul:  노천명) fue una poetisa coreana.

## Biografía
Noh Cheonmyeong nació el 2 de septiembre de 1912 en Hwanghae-do, Corea. En 1934 se graduó en Inglés por la Universidad Femenina Ewha. Participó en la Sociedad de Artes Teatrales y fue periodista para varios periódicos, incluidos el Choson Chungang Ilbo, Maeil Shinbo, Seoul Shinmun y Punyo Shinmun. También trabajó como profesora en el Instituto de Artes Sorabol, en la Universidad Femenina Ewha y en la Universidad Kookmin. Murió en 1957.
Durante la guerra de Corea fue acusada de estar relacionada con actividades antigubernamentales y se le condenó a veinte años de cárcel. Gracias al esfuerzo de escritores como Kim Gwangseop y Lee Heongu, fue puesta en libertad, después de cumplir únicamente seis meses de condena.

## Obra
Debutó en la literatura con la publicación del poema "El barco de mi juventud" (Nae cheongchunui baeneun) en Siwon. La colección póstuma de su obra Canciones de un ciervo se publicó en 1958 y en 1960 su familia publicó la Recopilación de obras de Noh Chongmyong.
El Instituto de Traducción Literaria de Corea resume las contribuciones de Noh Cheonmyeong a la literatura coreana de este modo:
"En su primera recopilación de poemas Bosque  de coral (Sanhorim), evoca un mundo de nostalgia a través de recuerdos cuidadosamente escogidos de su infancia. Obras como "Autorretrato" (Jahwasang) y "El ciervo" (Saseum) son exploraciones existenciales de la soledad. Su segunda recopilación Por la ventana (Changbyeon), que fue publicada después de la independencia de Corea de Japón, amplió los temas de la melancolía, la soledad, el amor y la nostalgia tratados en Bosque de coral, por lo que a menudo se la considera una extensión de la primera recopilación. Ambos volúmenes se caracterizan por un entrelazado lírico de soledad y nostalgia en un lenguaje simple y delicado. Los poemas trazan un espacio de soledad en donde la conexión con los otros es imposible y expresa una especie de anti-nostalgia con el fin de poder superar el pasado.

## Obras en coreano (Lista parcial)
- Bosque de coral (autopublicación, 1938)
- Por la ventana (Maeil Shinbo-sa, 1945)
- Mirando las estrellas (Huimang Publisher, 1953)
- Canciones de un ciervo (Hallim-sa, 1958)
- Recopilación de obras de Chon-myong (Chonmyongsa, 1960)